# Comité d'enquête sur l'accident des centrales nucléaires de Fukushima de la Tokyo Electric Power Company
Pour un article plus général, voir Accident nucléaire de Fukushima.
 (avril 2024).
Le Comité d'enquête sur l'accident des centrales nucléaires de Fukushima de la Tokyo Electric Power Company est une instance indépendante créé le 7 juin 2011 par le gouvernement japonais et chargée d'enquêter sur l'accident nucléaire de la centrale nucléaire de Fukushima Daiichi. Le comité d'enquête a publié un rapport intermédiaire en décembre 2011 et doit publier son rapport final au cours de l'été 2012.
Le rapport intermédiaire dresse "une évaluation cinglante de la réponse à la catastrophe de Fukushima", dans laquelle le comité d'enquête blâme le gouvernement central et la Tokyo Electric Power Co., disant qu'ils semblaient tous deux incapables de prendre les bonnes décisions pour endiguer les rejets radioactifs de sorte que la situation de l'environnement de l'installation nucléaire s'est considérablement aggravée dans les jours et semaines qui ont suivi la catastrophe.

## Rapport intermédiaire
Pour établir le rapport intermédiaire, le comité a interrogé 456 personnes et effectué un total de 900 heures d'auditions au 16 décembre 2011. Le rapport condamne autant le gouvernement du Japon que Tepco dépeignant un spectacle des autorités harcelées incapables de prendre des décisions pour endiguer les rejets radioactifs de sorte que la situation de l'installation n'a pu que s'aggraver dans les jours et semaines suivant l'accident. En page 507, le rapport intermédiaire dit que la réponse du Japon à la crise à Fukushima Daiichi a été viciée par "une mauvaise communication et des retards dans la publication des données sur les fuites de rayonnements dangereux de l'installation». Une mauvaise planification a également aggravé la réponse à l'accident, le rapport notant que les autorités avaient « grossièrement sous-estimé le risque de tsunami » qui a suivi le séisme de magnitude 9,0. Le tsunami de 40 mètres de haut qui a frappé l'installation a été deux fois plus grand que la plus haute vague envisagée par les autorités[réf. nécessaire] et l'hypothèse erronée que le système de refroidissement de l'usine puisse continuer à travailler après le tsunami a aggravé les conséquences de l'accident. « Les travailleurs d'usine n'avait pas d'instructions claires sur la façon de répondre à un tel accident, causant une mauvaise communication, en particulier lorsque les générateurs de secours n'ont plus été disponibles. Finalement, la série d'échecs a conduit au pire accident nucléaire depuis Tchernobyl »
Le rapport conclut : « Il est inexcusable qu'un accident nucléaire ne puisse être géré, simplement parce qu'un événement majeur tel que le tsunami ait dépassé les prévisions ».

## Rapport final
Le rapport final est attendu pour l'été 2012. Parmi les autres ajouts, il comprendra en outre des entretiens avec l'ancien Premier ministre Naoto Kan et d'autres officiels du Cabinet.

## Composition

### Membres permanents
- Yotaro Hatamura, Président; Professeur émérite de l'Université de Tokyo, professeur de l'Université Kogakuin
- Kazuo Oike, Directeur, International Institute for Advanced Studies, ancien président de l'Université de Kyoto
- Shizuko Kakinuma, chef d'équipe, Centre de recherche pour la radioprotection, l'Institut national des sciences radiologiques
- Yukio Takasu, professeur chef de projet, Institute for Advanced Global Studies, Université de Tokyo, ancien représentant permanent et Ambassadeur extraordinaire et plénipotentiaire du Japon auprès des Organisations internationales à Vienne, et des Nations unies à New York
- Toshio Takano, juge, ancien procureur-surintendant du Bureau des procureurs de Nagoya
- Yasuro Tanaka, professeur de la faculté de droit de Meiji, ancien juge en chef de la haute Cour de Sapporo
- Yoko Hayashi, juge
- Michio Furukawa, maire de Kawamata Ville, Préfecture de Fukushima
- Kunio Yanagida, écrivain, critique
- Hitoshi Yoshioka, vice-président de l'Université de Kyushu [5]

### Conseillers techniques
- Seiji Abe, Professeur, Université de Kansai
- Masao Fuchigami, Conseiller, Komatsu Ltd, Ph.D. en ingénierie [5]